# Zuidelijke bruine kiwi
De zuidelijke bruine kiwi of zuidereilandkiwi (Apteryx australis) behoort net als de andere soorten kiwi's tot de zogenaamde Palaeognathae met vier andere ordes (tinamoes, struisvogels, nandoes en kasuarissen en emoes). Dit zijn (meestal) loopvogels die in het skelet (kaak en borstbeen) en het DNA kenmerken vertonen die bij andere vogels ontbreken.

## Kenmerken
De zuidelijke bruine kiwi en de noordelijke bruine kiwi (Apteryx mantelli) werden lang (en soms nog) beschouwd als  ondersoorten.
De zuidelijke bruine kiwi is ongeveer van hetzelfde formaat als de grote grijze kiwi en ziet eruit als noordelijke bruine kiwi, maar het verenkleed is lichter van kleur. De lengte is 45–55 cm, het vrouwtje weegt 2.1–3.9 kg, het mannetje 1.6–2.8 kg. Ze hebben korte, dikke poten en een lange, dunne snavel die licht neerwaarts gebogen is. De kleur is roodbruin en er zit een zekere streping in het verenkleed.

## Leefwijze
Het dier vindt zijn voedsel door met de snavel op de bodem te kloppen. Ze prikken met hun snavel tot 15 cm diep in de grond. Zijn voedsel bestaat uit regenwormen, cicaden, keverlarven, duizendpoten en gevallen vruchten. Het zijn nachtdieren en ze kunnen niet vliegen.

## Voortplanting
Het vrouwtje legt slechts 2 grote eieren.

## Verspreiding
De zuidelijke bruine kiwi komt voor in het westen en zuiden van het Zuidereiland van Nieuw-Zeeland.
Uit onderzoek naar DNA in fossielen bleek dat deze kiwi een veel grotere verspreiding heeft gehad over het Zuidereiland, voor de mens daar verscheen.

## Ondersoorten
De zuidelijke bruine kiwi wordt weer onderverdeeld in twee ondersoorten:
- A. a. australis Shaw, 1813: Zuidwestelijk deel Zuidereiland van Nieuw-Zeeland
- A. a. lawryi Rothschild, 1893: Stewart Island

## Status
De soort als geheel wordt beschouwd als kwetsbaar. De grootste bedreigingen zijn predatie door verwilderde katten en andere geïntroduceerde roofdieren zoals de hermelijn. De trends in aantal van de verschillende ondersoorten verschilt per regio.
| Regio                | Populatie-omvang | Jaar | Trend (%/jr) |
| -------------------- | ---------------- | ---- | ------------ |
| Haast                | 300              | 2008 | +7,2%        |
| Stewart Island       | 15.000           | 2008 | -2,2%        |
| Noord-Fiordland      | 10.000           | 2008 | -1,6%        |
| Zuid-Fiordland       | 4.500            | 2008 | -2,5%        |
| Totaal Nieuw-Zeeland | 29.800           | 2008 | -1,9%        |